# 유월파장군 정열각
유월파장군 정열각(柳月坡將軍 旌烈閣)은 대한민국 전라남도 곡성군 옥과면 합강리에 있는 건물이다. 1984년 2월 29일 전라남도의 문화재자료 제25호로 지정되었다.

## 개요
유월파 정열각은 임진왜란 때 의병장으로 왜적과 싸우다 죽은 유팽로 장군의 충절을 기리기 위해 인조 3년(1625)에 세운 건물이다.
‘월파’라는 이름은 유팽로 장군의 호인 월파에서 비롯되었다.
유팽로 장군은 어려서부터 효성이 지극하여 과거에 급제하고도 부모 봉양을 위해 벼슬을 버리고 부모에게 효도하였다. 임진왜란이 일어나자 고경명 등과 함께 의병을 일으켰으며, 호남지역으로 침입하고자 금산에 집결한 왜적을 공격하다가 고경명·안영 장군 등과 함께 전사하였다.
유월파 정열각이 있는 옥과면 북쪽 끝에는 장군의 말 무덤이 있다. 유팽로 장군이 금산 싸움에서 전사했을 때 그의 말이 장군의 머리를 물고 먼 길을 달려 그의 생가까지 갔고 부인이 장군의 장사를 지냈다고 한다. 말은 마구간에 들어가 9일이나 여물을 먹지 않은 채로 계속 울다 죽었다고 한다.

## 참고 문헌
- 유월파장군 정열각 - 국가유산청 국가유산포털